# Stenotothorax cribratulus
Stenotothorax cribratulus är en skalbaggsart som beskrevs av Schmidt 1916. Stenotothorax cribratulus ingår i släktet Stenotothorax och familjen Aphodiidae. Inga underarter finns listade i Catalogue of Life.